# Florestine de Monaco
La princesse Florestine de Monaco, née le 2 octobre 1833 à Fontenay-aux-Roses (alors dans le département de la Seine, actuellement dans les Hauts-de-Seine), en France, et est décédée le 24 avril 1897 à Stuttgart (alors capitale du royaume de Wurtemberg, État souverain membre de l'Empire allemand). Elle est la fille du prince souverain Florestan Ier (1785-1856) et de Caroline Gibert de Lametz (1793-1879) son épouse.

## Mariage et enfants
Elle fut mariée en la chapelle palatine du palais de Monaco le 16 février 1863 avec le duc Frédéric de Wurtemberg-Urach, 1810-1869 (branche morganatique de la Maison royale de Wurtemberg), dont Guillaume II d'Urach 1864-1928 (Mindaugas II de Lituanie) et Karl d'Urach 1865-1925. Son mari se convertit à la religion catholique en 1867.

## Des princes allemands à Monaco?
La princesse Florestine, conformément aux règles régissant la succession au trône de Monaco, put se marier sans renoncer à ses droits. Lorsque son petit-neveu, le prince Louis II de Monaco, célibataire endurci, accéda au trône, le fils de Florestine, Guillaume, duc d'Urach, revendiqua ses droits pour sa succession du trône de Monaco et des titres des Grimaldi. Mais la France, qui venait de subir deux guerres contre l'Allemagne, ne tenait pas à voir des princes germaniques s'installer à Monaco et passa un accord avec la principauté pour que la fille naturelle de Louis II, Charlotte de Monaco pût accéder au trône.
Cet accord se trouve être à l'origine des tensions qui subsistent encore entre la lignée monégasque et les prétendants germaniques[réf. nécessaire].

## Titulature
- 2 octobre 1833 - 15 février 1863 : Son Altesse sérénissime la princesse Florestine de Monaco ;
- 15 février 1863 - 28 mars 1867 : Son Altesse royale la comtesse Guillaume de Wurtemberg ;
- 28 mars 1867 - 17 juillet 1869 : Son Altesse royale la duchesse d’Urach ;
- 17 juillet 1869 - 24 avril 1897 : Son Altesse royale la duchesse douairière d’Urach.

## Armoiries
| Blason | Blasonnement : Fuselé d'argent et de gueules. |